# W. Wallace Kelley
W. Wallace Kelley (* 2. Februar 1902 in New Jersey, Vereinigte Staaten; † 27. September 1982 in Los Angeles, Kalifornien, ebenda) war ein US-amerikanischer Kameramann.

## Leben
Über Kelleys Ausbildung und frühem Werdegang ist derzeit kaum etwas bekannt. Offenbar durchlief er eine praktische Ausbildung in diversen filmischen Belangen, ehe er erstmals 1939 als Rückprojektion-Fotograf bei dem Horrorfilm-Klassiker Dr. Zyklop nachweisbar ist. Bis Ende der 1950er Jahre blieb Kelley dieser Form der Spezialfotografie verbunden, arbeitete nebenbei aber auch in anderen spezialfotografischen Bereichen; etwa als Luftfotograf, Second-Unit-Kameramann, Transparency-Fotograf und als Kameramann zusätzlicher Aufnahmen. Dabei agierte er genreübergreifend und arbeitete Komödien, Monumentalverfilmungen, Kriegsstreifen und Western zu. Kelley kooperierte in dieser Zeit mit Starregisseuren wie Cecil B. DeMille (Die Unbesiegten, Die größte Schau der Welt, Die zehn Gebote), John Sturges (Der letzte Zug von Gun Hill, Verschollen im Weltraum), Mark Robson (Die Brücken von Toko-Ri), Marlon Brando (Der Besessene) und Alfred Hitchcock (Über den Dächern von Nizza, Vertigo – Aus dem Reich der Toten). Für seine Arbeit an „Die Unbesiegten“ wurde er 1948 gemeinsam mit mehreren Kollegen für einen Oscar in der Kategorie Beste visuelle Effekte nominiert.
Obwohl seit Beginn der 1950er Jahre sporadisch und mit nur wenig Resonanz als Chefkameramann aktiv, arbeitete Kelley erst in den 1960er Jahren regelmäßig in dieser gehobenen Position. In diesem Jahrzehnt betreute er bevorzugt die zum Teil recht erfolgreichen Lustspiele von und mit Jerry Lewis. Zwischen den Lewis-Filmen fotografierte Kelley in den 1960er Jahren mehrfach B-Western aus der A. C. Lyles-Produktion. Als Jerry Lewis sich 1970 weitgehend aus dem Kinogeschäft zurückzog, zog sich auch Kelley aufs Altenteil zurück. W. Wallace Kelley war Mitglied der American Society of Cinematographers.

## Filme
Chefkameramann, wenn nicht anders angegeben
- 1944: Here Come the Waves (visuelle Effekte)
- 1945: A Medal for Benny (fotografische Effekte)
- 1945: Incendiary Blonde (visuelle Effekte)
- 1946: Der Mann aus Virginia (The Virginian) (fotografische Effekte)
- 1953: Sangaree
- 1958: Der Totschläger (The Young Captives)
- 1959: Fünf Pennies (Chefkamera beim zweiten Regieteam)
- 1960: Look in Any Window
- 1961: Ich bin noch zu haben (The Ladies Man)
- 1961: Der Bürotrottel (The Errand Boy)
- 1962: Geld spielt keine Rolle (It’s Only Money)
- 1963: Der verrückte Professor (The Nutty Professor)
- 1963: Der Ladenhüter (Who’s Minding the Store?)
- 1963: Postkutsche nach Thunder Rock (Stage to Thunder Rock)
- 1964: Die Heulboje (The Patsy)
- 1964: Der Tölpel vom Dienst (The Disorderly Orderly)
- 1965: Revolver diskutieren nicht (Town Tamer)
- 1965: Das Familienjuwel (The Family Jewels)
- 1965: Die Apachen (Apache Uprising)
- 1965: Südsee-Paradies (Paradise, Hawaiian Style)
- 1966: Drei auf einer Couch (Three on a Couch)
- 1966: Der blutige Westen (Red Tomahawk)
- 1967: Captain Nice (Fernsehserie)
- 1967: Ein Froschmann an der Angel (The Big Mouth)
- 1967: Totem (Day of the Evil Gun)
- 1968: Shadok (Buckskin)
- 1968: Jerry, der Herzpatient (Hook, Line & Sinker)
- 1969: The Comic
- 1970: The Watermelon Man
- 1970: Wo, bitte, geht’s zur Front? (Which Way to the Front?)